# Encyclia clovesiana
Encyclia clovesiana är en orkidéart som beskrevs av Lou Christian Menezes och Vitorino Paiva Castro. Encyclia clovesiana ingår i släktet Encyclia och familjen orkidéer. Inga underarter finns listade i Catalogue of Life.